# 664 Джудіт
664 Джудіт (664 Judith) — астероїд головного поясу, відкритий 24 червня 1908 року.
Тіссеранів параметр щодо Юпітера — 3,135.